# Arma espacial

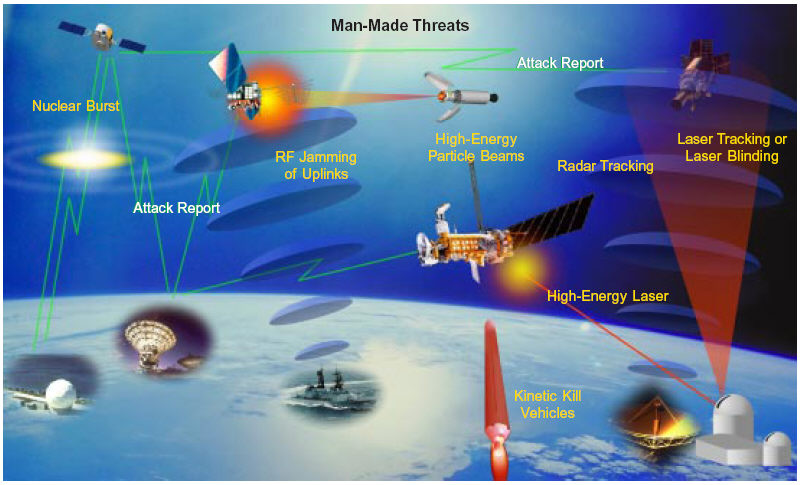
Sistemas de armas espaciais baseadas no solo e em órbita da Terra.

Arma espacial é aquela posicionada na órbita da Terra, almejando alvos no espaço e/ou na superfície do planeta e, armas instaladas no solo almejando alvos no espaço. Além dos Estados Unidos, China, Japão, Rússia e Índia, realizam esforços consideráveis para expandir seus sistemas de armas espaciais e de reconhecimento.

## Sistemas existentes e previstas de armas

### Armas antissatélite

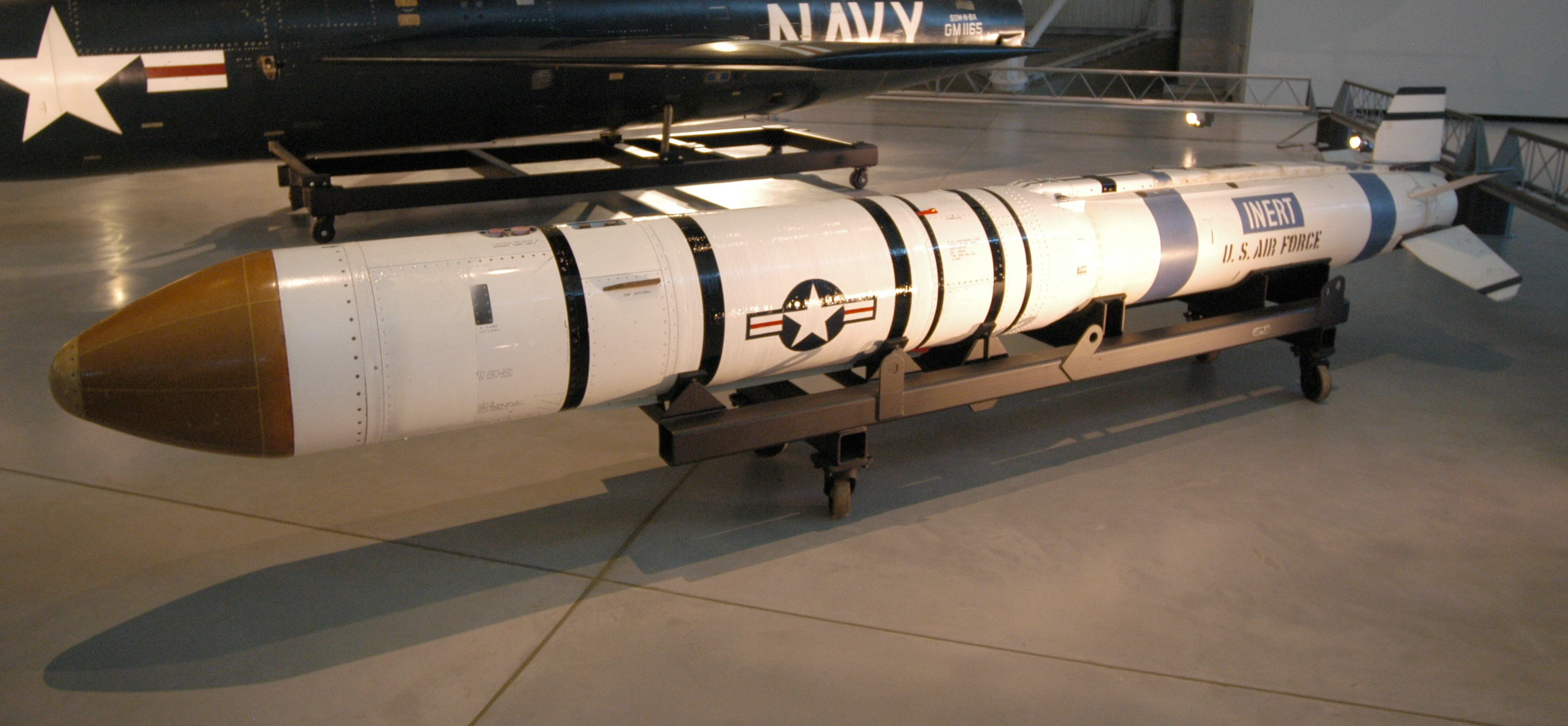
Míssil antissatélite da Força Aérea dos Estados Unidos da década de 1980.

Armas antissatélite (ASAT) são projetadas para localizar, destruir ou deixar inoperantes, satélites inimigos em órbita.
- Armas antissatélite ou mísseis antibalísticos baseados em terra ou no ar e podem atacar alvos em órbita.
- Satélites militares.
- Armas laser baseadas no espaço, terra ou ar, podem ser usadas como armas antissatélite.
- Sistemas de interferência por ondas de rádio e, sistemas de comunicação por satélite, que podem causar interferência temporária ou permanentemente por meios eletrônicos.

### Sistemas de armas espaciais

#### Laser baseado no espaço

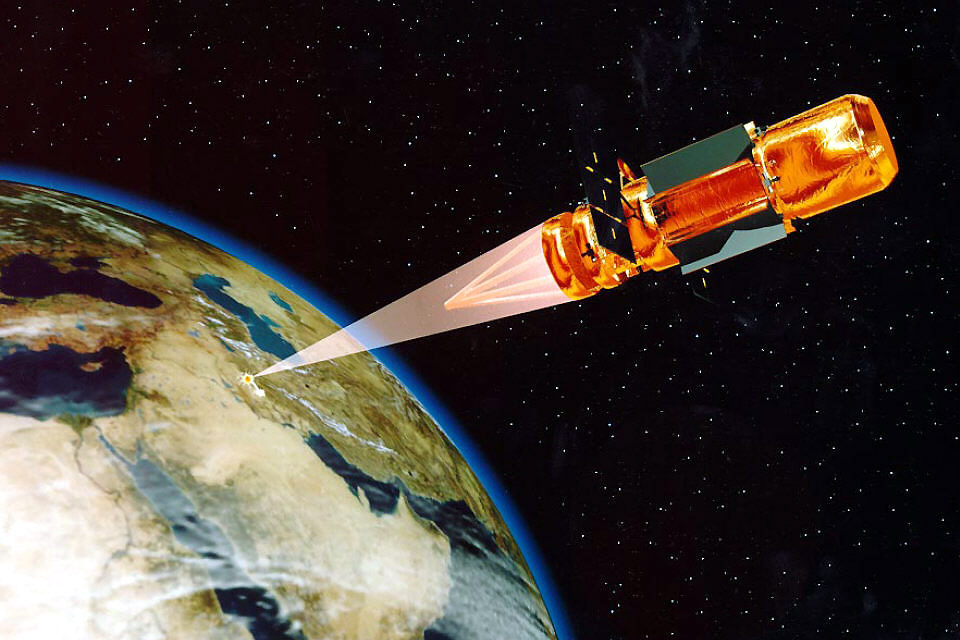
Arte digital de um projeto futuro do Comando Espacial dos EUA para 2020: um laser de alta potência posicionado em órbita que poderá atingir com precisão alvos na superfície da Terra.

Lasers baseados no espaço (Space Based Laser, SBL) estão em desenvolvimento. A empresa aeroespacial e de defesa estadounidense Lockheed Martin é uma das principais a atuar nesta área. Atualmente, sua praticidade é ainda limitada. O principal problema é o fornecimento de grandes quantidades de energia para uso eficaz.

#### "Rods from God"
Rods from God (pt: "Hastes de Deus") são hastes de tungstênio que poderiam, hipoteticamente, ser usadas contra alvos em terra. O tungstênio é o metal que tem o ponto de fusão mais alto de todos os metais puros e alta densidade semelhante a do ouro. Portanto, um projétil de tungstênio perderia pouca massa durante a reentrada atmosférica. Esta técnica resgataria um conceito início da I Guerra Mundial quando grandes quantidades de flechettes, geralmente de aço, eram despejados de aeronaves sobre tropas inimigas, causando mortes por sua força de impacto. O filme G.I. Joe: Retaliation (2013) mostra Londres sofrendo um ataque por uma "Haste de Deus".

#### Bombas eletromagnéticas
Pulsos eletromagnéticos gerados em altitudes elevadas e a detonação de bombas de grafite poderiam inutilizar dispositivos eletrônicos.

#### Armas convencionais
A União Soviética procurou equipar estações espaciais militares Almaz com uma versão do canhão automático NR-23. Pelo menos na estação orbital Salyut 3 esta arma foi testada na prática. Detalhes e resultados das experiências são conhecidos de forma não oficial.

### Míssil balístico intercontinental
Mísseis balísticos intercontinentais (ICBM's) estão incluídos nas armas espaciais dos EUA, porque cobrem uma grande parte de sua trajetória no espaço. Em 1993, forças ICBM's foram incorporadas ao Air Force Space Command (AFSPC); fundiram-se com o United States Strategic Command (USSTRATCOM) e, em 1 de Outubro de 2002, com o United States Space Command (USSPACECOM).

## História

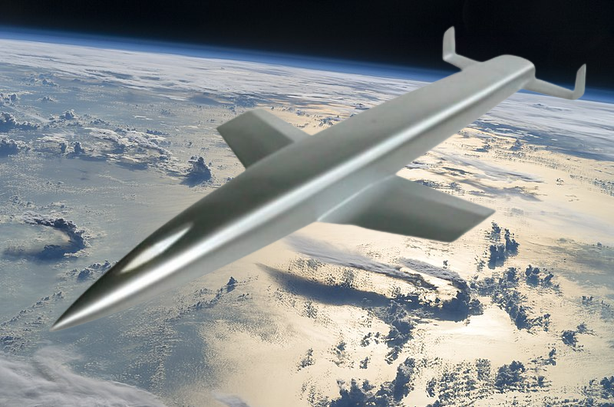
Concepção artística do Silbervogel.

Nos anos 1930, Eugen Sänger e sua esposa Irene Sänger-Bredt conceberam o Silbervogel ("pássaro de prata"). Este, seria um avião espacial capaz de voar da Alemanha para qualquer ponto da Terra. Durante a II Guerra Mundial, a Luftwaffe criou o projeto Amerika Bomber para atacar o território dos Estados Unidos e o Silbervogel foi cogitado como uma possível aeronave para esta missão. Porém, nunca foi construído e, após a guerra, Eugen Sänger foi contratado para trabalhar na França onde quase foi sequestrado pelos soviéticos, uma vez que Josef Stalin reconhecia o valor estratégico do Silbervogel.
O primeiro teste de uma arma antissatélite foi realizado pelos EUA em Outubro de 1959, quando um dos dois estágios do foguete de combustível sólido da Orion foi lançado de um bombardeiro B-47 para interceptar o satélite Explorer 6. O teste foi considerado bem sucedido, apesar de o satélite passar a 6,4 km de distância. Naquele momento, o espaço era explorado a apenas dois anos. Pouco tempo após o lançamento do Sputnik I em 1957  o então presidente dos Estados Unidos, Dwight Eisenhower, enfatizou: 
"Deve ser dada a máxima prioridade a objetivos de defesa relacionados com o espaço, porque contribuem para nossa segurança imediata".
Durante a Guerra Fria, a política espacial dos EUA e da URSS estava sob o signo ideológico da corrida espacial. Em resposta a chamada "crise do Sputnik", que havia deixado claro para o Ocidente, que os ICBM's soviéticos poderiam atingir o território estadunidense a qualquer momento, o presidente Eisenhower assinou em 29 de Julho de 1958 o National Aeronautics and Space Act, o qual criou a NASA. Já em 7 de Janeiro de 1958, o DARPA foi fundado (então como ARPA).

## Projetos de armas espaciais de diferentes nações
De acordo com um estudo realizado por Götz Neuneck e André Rothkirch, os EUA e a URSS (e a Rússia) teriam lançado juntos, até 2003, cerca de 2 mil satélites militares ao espaço. Todos os outros países juntos apenas de 30 a 40.

### Estados Unidos

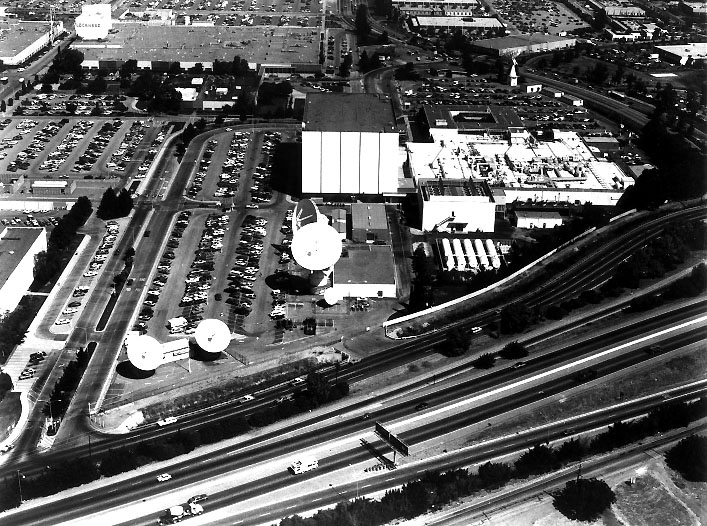
Centro de Controle de Satélites da Força Aérea dos Estados Unidos (CSTC) em Sunnyvale, Califórnia, até meados dos anos 1980, a única instalação de seu tipo.

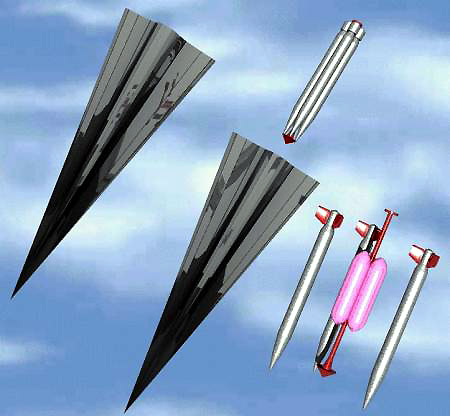
Conceito inicial de um CAV (Common Aero Vehicle), 1997-1998.

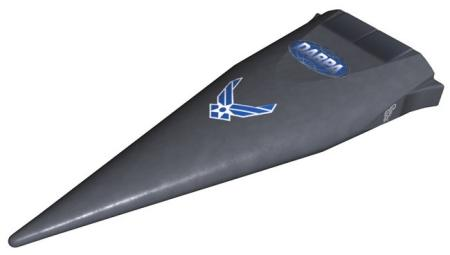
Modelo do HTV-1 (Hypersonic Technology Vehicle).

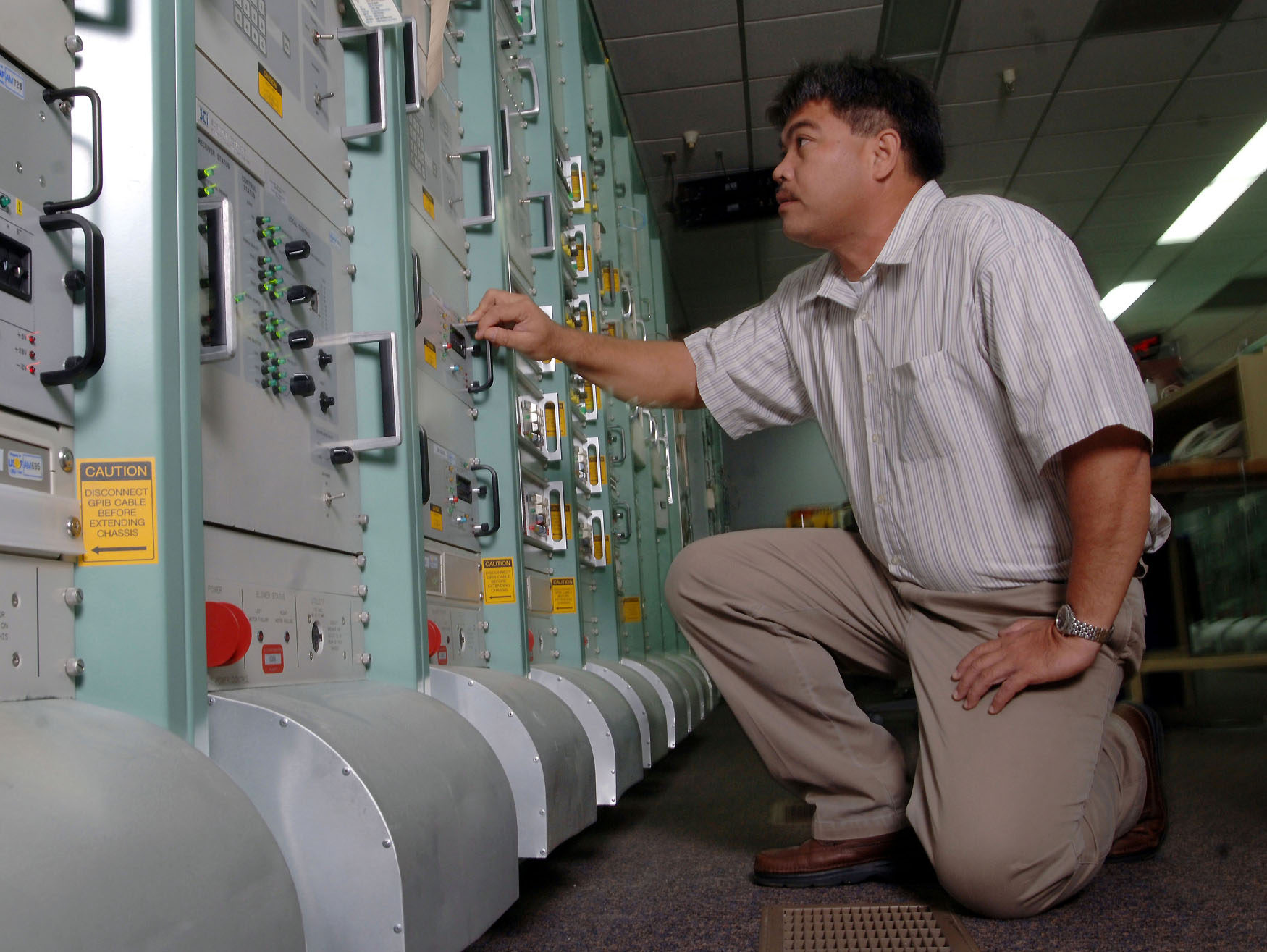
Manutenção das instalações de controle de satélites na Base Aérea de Andersen, Guam. Desde 2006, esta base monitora 170 satélites militares e civis.

Um projeto militar recente dos Estados Unidos, realizado em conjunto entre USAF e DARPA, é denominado FALCON (Force application and launch from continental united states ou DARPA Falcon Project). Neste, veículos hipersônicos transportarão armas ou outros equipamentos para o espaço, mas também poderia ser empregado para intervenção rápida em qualquer ponto do planeta. O projeto é dividido em três fases do deve atingir no ano 2009, 9 000 milhas náuticas percorridos em menos de duas horas (16 668 km, o que corresponde a uma taxa de mais de 8 300 Km/h).
Em Agosto de 2004, a Lockheed Martin ganhou um contrato para construir HTV's (Hypersonic Technology Vehicle) para o programa FALCON da força aérea dos EUA e DARPA. O HTV-1 deveria ser testado em voo em setembro de 2007, com foguetes reforçadores (JATO), na tentativa de alcançar uma velocidade de Mach 19, a uma altitude de 30 a 45 km (a este nível que estaria a quase 20 000 km/h). Em Maio de 2006, a construção de dois HTV-1, foi cancelada por problemas detectados nos bordos de ataque. Em vez disso, ela foi transferido diretamente para o projeto HTV-2, que realizou seus primeiros voos de teste em abril de 2010 e agosto de 2011.
Após a revisão da política espacial nacional durante a presidência de George W. Bush em agosto de 2006, uma revisão da doutrina "Space Operations" foi aprovada em 22 de Janeiro de 2007, em que mais uma vez a superioridade militar dos Estados Unidos no espaço ganha importância central. O destaque é, novamente, o domínio militar dos Estados Unidos baseado na superioridade no espaço: "A fim de mantê-la, nossas forças aéreas devem defender efetivamente o espaço", diz o documento, que substitui o já existente desde 2001 da doutrina da Força Aérea dos EUA. Além disso, medidas de controle devem ser tomadas para proteger a superfície da Terra.
A instalação de armas de destruição em massa e armas nucleares no espaço foi proibida por acordos internacionais, como o Tratado do Espaço Exterior e SALT. Rússia, China e Canadá e vários outros países querem proibir a implantação de quaisquer armas no espaço por décadas sob um tratado para a proteção do espaço exterior. Os EUA desde o programa "Guerra nas Estrelas" de Ronald Reagan de meados dos anos 1980 se opõem a isto.
A reformulação da política espacial nacional a partir de 2006 estipula que os EUA continuarão a apresentar aos organismos supranacionais as diretrizes de sua política espacial. Além disso, os membros devem negar acesso ao espaço àqueles que contrariem os interesses dos Estados Unidos. Não está claro se o uso da força militar dos Estados Unidos estaria ligado a proibição de lançamentos de foguetes de outras nações.
O USSTRATCOM definiu uma política nacional para o espaço em 11 de Outubro de 2006 durante sua conferência sobre defesa estratégica do espaço em Omaha. Portanto, a prioridade é defender os satélites do país contra ataques, onde o que importa é a avaliação da situação ("consciência situacional"), de modo a manter o controle sobre todos os objetos no espaço e para identificar aqueles que possam representar uma ameaça para os satélites estadunidenses.
Desde 18 de maio de 2005 que a base da Força Aérea de Vandenberg mantém a Joint Space Operations Center (Centro Comum de Operações Espaciais) da Força Aérea dos Estados Unidos.
O espaçonave militar não-tripulada X-37 é testada desde 2005. 

### URSS/Rússia
Enquanto os Estados Unidos desde o final dos anos 1950, trabalhou em projetos militares com níveis variados de prioridade, os esforços da União Soviética nesta área cessaram quase totalmente em 1983. Aparentemente, Moscou chegou à conclusão de que não poderia continuar competindo (principalmente economicamente), com seu potencial inimigo nesta corrida armamentista. Após a dissolução da União Soviética, em 1991, as despesas (militar e civil) espacial na Rússia foram reduzidas e numerosos projetos foram retiradas.
Um dos tecnologicamente mais avançados projetos de armas espaciais da União Soviética, foi o sistema orbital de bombardeamento fracionário, um ICBM que podia ser controlado a partir da Terra orbitando um objeto. A característica especial deste sistema era que o ataque a qualquer o alvo poderia ter efetuado com base na trajetória no espaço. O projeto foi testado em 1960, em 1983, mas ajustado em 1979 de acordo com o tratado SALT II.
As ASAT (armas antissatélite) soviéticas buscavam essencialmente a abordagem de "satélites assassinos". Aqui os mísseis inimigos eram aguardados numa órbita de satélite. O objetivo era trazer o alvo o mais perto possível de si e destruir o atacante, juntamente com o míssil de ataque - esta abordagem deveria ser implementada da forma mais simples e barata. A construção foi delegada ao programa IS (Istrebitel Sputnik) do assim chamado "satélite caçador". Este sistema é dito ter servido como base para o teste ASAT chinês de mísseis bem sucedido de Janeiro de 2007, de acordo com estimativas russas. O trabalho de desenvolvimento começou no início dos anos 1960, os primeiros voos de teste de protótipos com o rótulo "Poljot" (sem interceptar o alvo) feitos em  1963/1964 foram considerados no ensaio seguinte de 1968. O projeto IS em 1972, com base no tratado SALT I, parou oficialmente mas permaneceu ativo segundo fontes estadunidenses. Os testes com novas versões foram realizados em 1982. Depois disso, os satélites do programa IS foram desmantelados. Na década de 1980, começou o desenvolvimento de um novo sistema de ASAT conhecido como "Narjad". Deste sistema, pouco se sabe até agora: deveria ter ocorrido no início e meados da década de 1990 até três lançamentos de teste do sistema baseados em silos de mísseis.

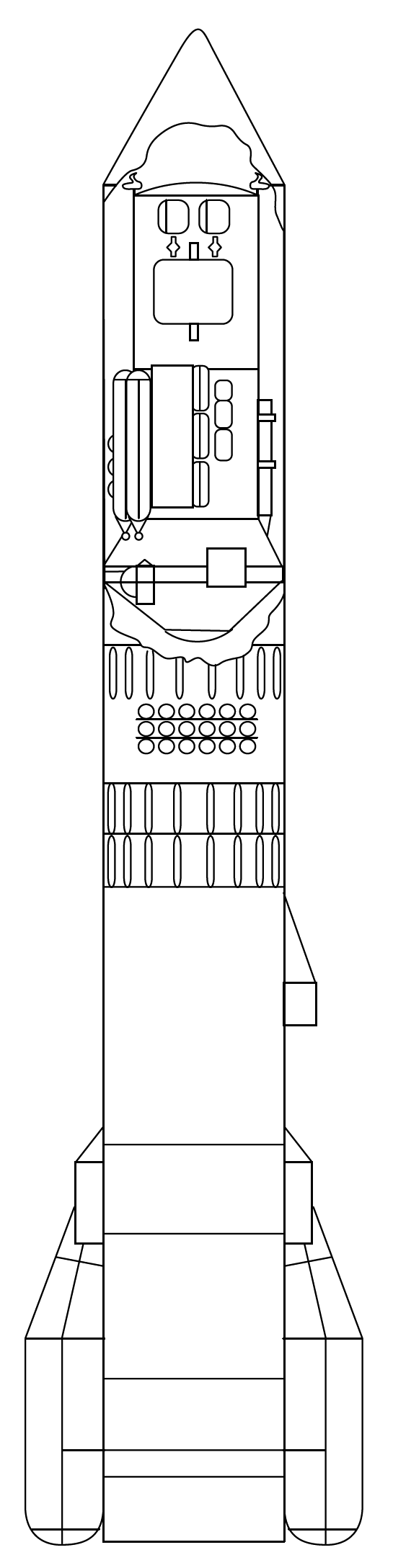
Polyus.

A URSS testou grandes lasers ASAT terrestres no centro de testes Terra-3, nos anos 1970 e 1980 que teriam deixado uma série de satélites espiões norte-americanos "cegos" (com seus sensores inutilizados). Estações espaciais militares, capazes de executar operações ASAT teriam sido o objetivo central do programa Almaz. Na década de 1970 foram lançadas três destas estações, armadas, além de câmeras para observação da superfície da Terra com um canhão automático do tipo NR-23. Outros planos que incluíam o uso militar das naves Soyuz naves para fins de reconhecimento ou de caça, não foram implementados.
Em meados da década de 1980 foi concebida a estação espacial de combate Polyus. Apenas um protótipo foi criado, lançado com sucesso em 15 de Maio de 1987 pelo foguete Energia, mas foi perdido devido a orientação incorreta no espaço no mesmo dia, caindo no oceano Pacífico. Em seguida, o programa foi cancelado.
Após um período de cortes e reestruturações, a Rússia delegou novas responsabilidades para Força Espacial Russa após o início do século XXI. De acordo com um comunicado do governo russo para o 5º aniversário da força em 1 de Junho de 2006, esta ficou responsável por três tarefas:
1. Controle dos satélite militares e civis;
2. "Controle de espaço";
3. Alertar o governo russo contra possíveis ataques, nucleares e de mísseis e, a defesa antimísseis balísticos de Moscou.

Atualmente, a Força Espacial Russa registra oficialmente mais de 9 mil objetos no espaço, dos quais cerca de 5 mil são verificados permanentemente, de acordo com um relatório da RIA Novosti.

### China
A República Popular da China sempre declarou oficialmente a sua rejeição categórica da militarização do espaço. Desde o final dos anos 1990, alguns observadores suspeitam que o país trabalha em vários sistemas de armas espaciais. Devido à baixa capacidade espacial, que limita as habilidades de condução e experiência dos militares, os cientistas chineses desenvolvem medidas focadas principalmente em conceitos de guerra assimétrica, como no chamado "satélite parasita", simples de fabricar e que deve acoplar-se ao "satélite hospedeiro", de forma a destrui-lo ou inutiliza-lo.
O uso militar do espaço exterior é uma prioridade para a China, que coloca em órbita satélites de observação da Terra. Seu programa de satélites lançou em 2003 e 2004 o Ziyuan 1 e 2 que presumivelmente fazem imagens da superfície do planeta. A resolução das imagens é desconhecida. Durante vários anos, as universidades de Tsinghua e Surrey (Inglaterra), e uma fábrica de armamentos local, desenvolveram um programa de micro-satélites, que consiste em sete satélites de observação da Terra, fornecendo uma resolução de imagens de 50 metros. Pequenos e micro-satélites para qualquer outro propósito são o foco da exploração espacial chinesa, bem como a intenção de desenvolver satélites para interceptar comunicações eletrônicas. Além do país estão trabalhando em métodos para localizar e identificar satélites inimigos. Essencialmente, as armas ASAT da China atualmente limitam-se (a partir de finais de 2005), a armas convencionais e nucleares, que teriam de ser levadas para o espaço por ICBM's. Provavelmente também estejam, em desenvolvimento, bases de solo com armas laser antissatélite (ver: Exército de Libertação Popular).
Em 26 de setembro de 2006, o jornal britânico The Daily Telegraph informou  que satélites espiões dos EUA, sobrevoando a China, foram atingidos por lasers e danificados. O momento do incidente não foi especificado. Detalhes sobre as intenções e consequências da manobra não são conhecidos.
Em 2005, o perito militar dos EUA Rick Fisher afirmou numa pesquisa sobre os dez melhores desenvolvimentos na modernização das forças armadas da China: 
"O exército chinês também poderia ter plataformas militares tripuladas no espaço: a primeira espaçonave tripulada da China, a Shenzhou 5 em Outubro 2003 foi principalmente para a vigilância militar (...) A modesta expansão das forças de mísseis nucleares da China é operada para colocá-la em posição de superar os sistemas de defesa de mísseis atuais e futuros dos Estados Unidos. Uma dessas tecnologias seria de ogivas múltiplas para sobrecarregar a defesa antimísseis"  (ver: MIRV).
Num teste de míssil em 11 de janeiro de 2007 a China abateu o seu próprio satélite meteorológico Fengyun-1C ("Vento e Nuvem"), que havia esgotado sua vida útil. Para abatê-lo a partir do solo a cerca de 850 km de altitude foi usado um míssil balístico ASAT. O projétil havia sido disparado do Centro Espacial de Xichang, sudoeste do país. Em 19 de janeiro de 2007, Estados Unidos, Japão, Austrália e Canadá se opuseram ao teste, um protesto formal foi apresentado pelos britânicos dias mais tarde. James Oberg, jornalista especializado em viagens espaciais declarou:
"Esta é a primeira vez na história em que um foguete lançado a partir do solo abateu um satélite em órbita."
Agências de notícias relataram que, penas duas semanas após este fato foi oficialmente confirmado o teste de um míssil antissatélite em 23 de janeiro de 2007. A China sempre defendeu o uso pacífico do espaço exterior, segundo o porta-voz do Ministério das Relações Exteriores chinês, Liu Jianchao, numa conferência de imprensa em Pequim.

### Índia
Em 12 de Abril de 2006, uma mensagem da Indo Asian News Service informou que a Índia havia iniciado a criação de um "comando de armas espaciais". O marechal-do-ar S. P. "Bundle" Tyagi,  comandante supremo da IAF (Indian Air Force - Força Aérea da Índia), salientou que a concordância, é ampla no comando da força aérea, "mas isso vai demorar um pouco."
Em 10 de Agosto de 2005, de acordo com informações da imprensa, a Índia possui um sistema de vigilância e reconhecimento por satélite que entrará em operação no decurso de 2007 e, deve observar principalmente o próprio território do país.

### O potencial de outros países

#### Brasil
O Brasil, prosseguiu seriamente com o uso militar de instalações espaciais, como avaliado pelos EUA. O país trabalha em seus programas de satélites, na sua maioria civis, com a Rússia e a China. Num documento oficial, foi cogitada uma possível cooperação com Israel para o desenvolvimento de satélites espiões de alta resolução. Os militares brasileiros controlam certos aspectos do programa espacial, como o desenvolvimento de mísseis, diz o Center for Nonproliferation Studies.

#### Israel

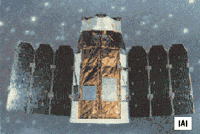
Ofeq-3.

De Israel é de conhecimento que a inteligência e a comunicação são os focos de suas atividades espaciais militares. O país trabalha em estreita cooperação com os Estados Unidos. O programa terá a responsabilidade principal da Força Aérea Israelense. A Agência Espacial de Israel, sediada em Tel Aviv, foi fundada em 1983 como um desdobramento das Forças de Defesa de Israel.
Uma base de lançamento de foguetes do exército israelense e da Agência Espacial de Israel está localizada entre o kibutz Palmachim, cerca de dez quilômetros ao sul de Tel Aviv, e o Mar Mediterrâneo. A partir desta área os satélites de reconhecimento Ofeq foram lançados pelos foguetes Shavit (três satélites, todos militares, foram lançados) com, pelo menos, duas falhas. Em 28 de Maio de 2002 foi lançado o Ofeq 5; a sua principal tarefa é monitorar o programa nuclear iraniano. O sucessor Ofeq 7 (o número 6 foi perdido, seria construída pela empresa de defesa israelense Rafael) substituiu-o em Agosto de 2007. O Ofeq 7 e, o também o satélite de radar de abertura sintética TecSAR, será colocado em órbita pelos lançadores PSLV indianos.
Os relativamente avançados satélites de observação ótica da série EROS são operados pela empresa israelense-americana ImageSat International.

### União Europeia
Os membros da União Europeia são limitados no momento (a partir do Outono de 2006), em grande parte a satélites de reconhecimento, comunicações e geoestacionários; o planejamento armas espaciais ativas é desconhecido.
O Comissário da UE para os transportes e vice-presidente da comissão, Jacques Barrot pediu em meados de outubro de 2006, o uso do projeto Galileo para aplicações militares.
Com o sistema de reconhecimento por satélite SAR-Lupe, a Bundeswehr (forças armadas alemãs) aderiu aos padrões de espionagem militar desde sua conexão em 2007. É composto de cinco pequenos satélites idênticos e uma estação terrestre para monitorar o seu funcionamento e avaliação de imagens. Um terceiro sistema com tecnologia de radar (depois dos Estados Unidos e da Rússia) pode obter imagens de alta resolução de qualquer ponto da Terra. Os satélites foram colocados em órbita em 2006 e 2008 pelo veículo russo Kosmos 3M. A estação terrestre é situada em Gelsdorf próximo de Bonn. A capacidade total do sistema foi alcançada de 2008. Em 30 de julho de 2002, num acordo de cooperação com a França assinado em Schwerin, as sondas do programa Hélios foram destinadas para reconhecimento ótico. O sistema multinacional (E-SGA) foi contratado em 1 de dezembro de 2006. (ver: SATCOMBw).
O jornal britânico The Guardian de 22 de janeiro de 2007 noticiou que o governo tcheco anunciou no dia 20 daquele mês que o país sediaria uma base militar para o polêmico sistema de defesa antimísseis dos Estados Unidos. Foi a primeira vez que Praga confirmou oficialmente que Washington pedira permissão para construir uma estação de radar para o programa NMD (National Missile Defense) em território tcheco. Num de seus primeiros atos como primeiro-ministro, em setembro de 2006, Mirek Topolánek declarou que a construção de instalações na República Tcheca irá melhorar significativamente a segurança europeia. Segundo o The Guardian, ele referia-se apenas a base de dados de radar. De acordo com o jornal britânico, existe uma forte indicação de que o Pentágono espera ser capaz de construir um silo com 20 mísseis antibalísticos na vizinha Polônia.
A Rússia já havia, início janeiro 2007, alertado repetidamente que qualquer extensão do projeto de defesa contra mísseis dos EUA na Europa Oriental iria forçá-la a rever o seu planejamento militar para combater a ameaça potencial que se desenhava.
No entanto, em 2009, o novo presidente dos Estados Unidos Barack Obama anunciou o cancelamento das instalações previstas na Polônia e na República Tcheca.

## Galeria

Armas espaciais
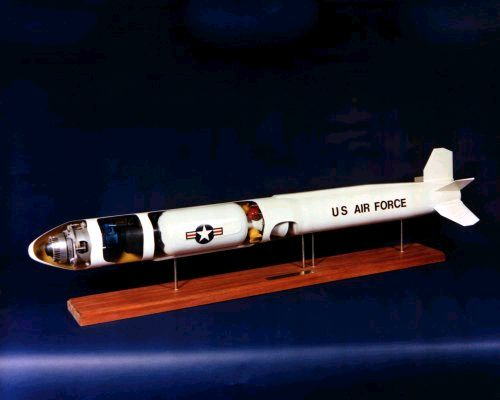
Míssil ASAT cinético da Força Aérea dos Estados Unidos.
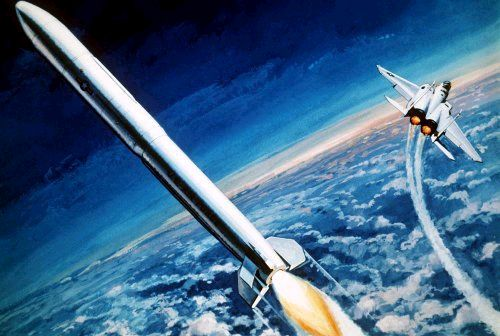
Um avião de guerra lançando, em elevada altitude, uma arma ASAT.
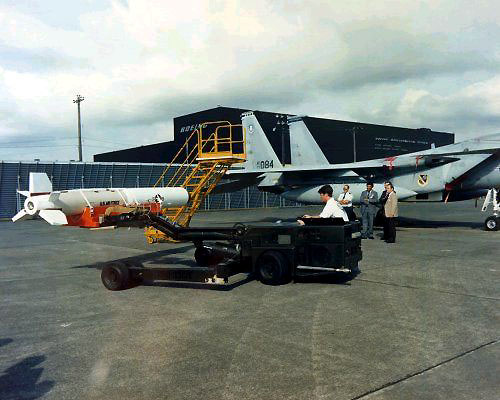
Avião equipado com um ASAT para testes.
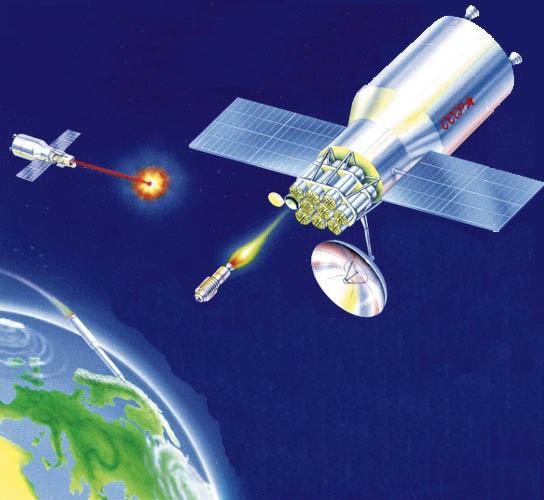
Laser militar da União Soviética em órbita (provavelmente um desenho especulativo da USAF).
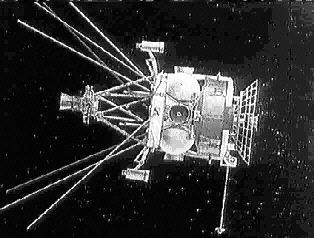
Satélite ASAT soviético, provavelmente dos anos 1960.
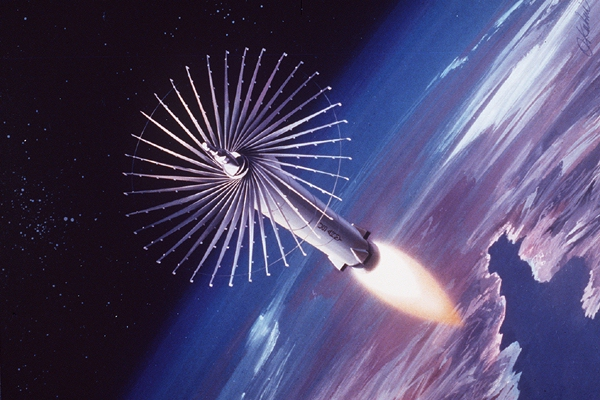
HOE (Homing Overlay Experiment), míssil antibalístico da Lockheed
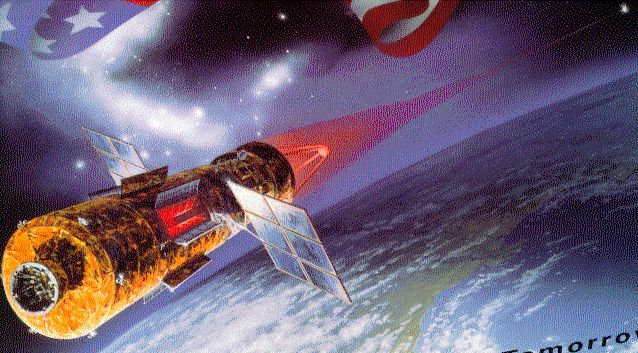
Impressão artística de um laser espacial ASAT.